# Exascale computing
Exascale computing (оригінал англійською) — комп'ютерні системи, потужність обчислення яких перебільшує 1 exaFLOPS, або мільярд мільярдів (тобто Квінтильйон) операцій обчислень за секунду. Ці потужності в тисячу раз перевищують петафлопсовий комп'ютер введений в роботу в 2008 році. Границю exaFLOP було подолано в березні 2020 проектом Folding@home.
Станом на 2021 рік тривало спорудження суперкомп'ютера Frontier, що матиме швидкодію до 1,5 екзафлопс.

## Розробка

### Україна
Вклад України в подолання бар'єру був зроблений численними ентузіастами з сайту http://distributed.org.ua/ [Архівовано 14 березня 2022 у Wayback Machine.].